# 2715 Mielikki
2715 Mielikki è un asteroide della fascia principale del diametro medio di circa 13,09 km. Scoperto nel 1938, presenta un'orbita caratterizzata da un semiasse maggiore pari a 2,7368816 au e da un'eccentricità di 0,1500806, inclinata di 6,74513° rispetto all'eclittica.
L'asteroide è dedicato all'omonima dea della caccia della mitologia finlandese.